# Dexia maritima
Dexia maritima là một loài ruồi trong họ Tachinidae.